# Voyelle mi-ouverte antérieure non arrondie
 (juillet 2020).
Si vous disposez d'ouvrages ou d'articles de référence ou si vous connaissez des sites web de qualité traitant du thème abordé ici, merci de compléter l'article en donnant les références utiles à sa vérifiabilité et en les liant à la section « Notes et références ».
La voyelle mi-ouverte (ou moyenne inférieure) antérieure non arrondie est une voyelle utilisée dans certaines langues. Son symbole dans l'alphabet phonétique international est un epsilon [ɛ], et son équivalent en symbole X-SAMPA est E.

## Caractéristiques
- Son degré d'aperture est mi-ouvert, ce qui signifie que la langue est positionnée aux deux-tiers du chemin entre une voyelle ouverte et une voyelle moyenne.
- Son point d'articulation est antérieur, ce qui signifie que la langue est placée aussi loin que possible à l'avant de la bouche.
- Son caractère de rondeur est non arrondi, ce qui signifie que les lèvres ne sont pas arrondies.

## Langues
- Français : cèpe [sɛp].
- Allemand : Bett [bɛt] « lit »
- Anglais : (Amérique du Nord, Received Pronunciation) bed [bɛd] « lit »
- Catalan : res [rɛs] « rien »
- Italien : elica, membro, c'è
- Murcien (dialecte de l'espagnol)[1]
- Néerlandais : bed [bɛt] « lit »
- Hongrois : nem [nɛm] « non »
- Polonais : lek [lɛk] « médecine »
- Portugais : café [kɐfɛ] « café »
- Suédois : näsa [nɛːsa] « nez »
- Vietnamien : té [tɛ́] « tomber »